# Entrecomics
Entrecomics és una revista electrònica d'informació sobre el còmic que recull notícies i entrevistes sobre el mitjà i ressenya les seves novetats. Entre els seus col·laboradors hi ha Alberto García, àlies El tío Berni, José A. Serrano i Gerardo Vilches. Des del 2012 van inaugurar la seva pròpia editorial, Entrecomics Comics.

## Trajectòria
D'ençà que la revista electrònica es va inaugurar el 19 de juliol de 2006, recull les notícies més importants del sector i els seus col·laboradors fan ressenyes i entrevistes a dibuixants i guionistes de còmics d'arreu del món. Des del 20 de febrer del 2007 té un canal de Youtube en el que hi ha entrevistes a autors, recorreguts per les seves exposicions o els graven dibuixant.
El 2010 va començar a publicar un llistat dels millors còmics de l'any, tenint en compte les votacions dels seus lectors, que podien guanyar lots de còmics a canvi de la seva participació.
El 2012, els seus promotors van fundar la seva pròpia editorial, Entrecomics Comics, seguint l'exemple de ¡Caramba! en el seu sistema de venda per Internet i de retribució dels autors de còmics. Els seus primers títols foren:
| Títol                                | Autors              | Publicació |
| ------------------------------------ | ------------------- | ---------- |
| Moowiloo Woomiloo                    | Néstor F. y Pablo H | 05/2012    |
| Pudridero 1                          | Johnny Ryan         | 10/2012    |
| Alter y Walter o la verdad invisible | Pep Brocal          | 2013       |

## Premis
- Premi a la divulgació del Saló del Còmic de Barcelona del 2010.[5]
- XXXV Premi del Diario de Avisos de 2011 a la millor labor en pro de la historieta.[1]